# Thomasevangelium

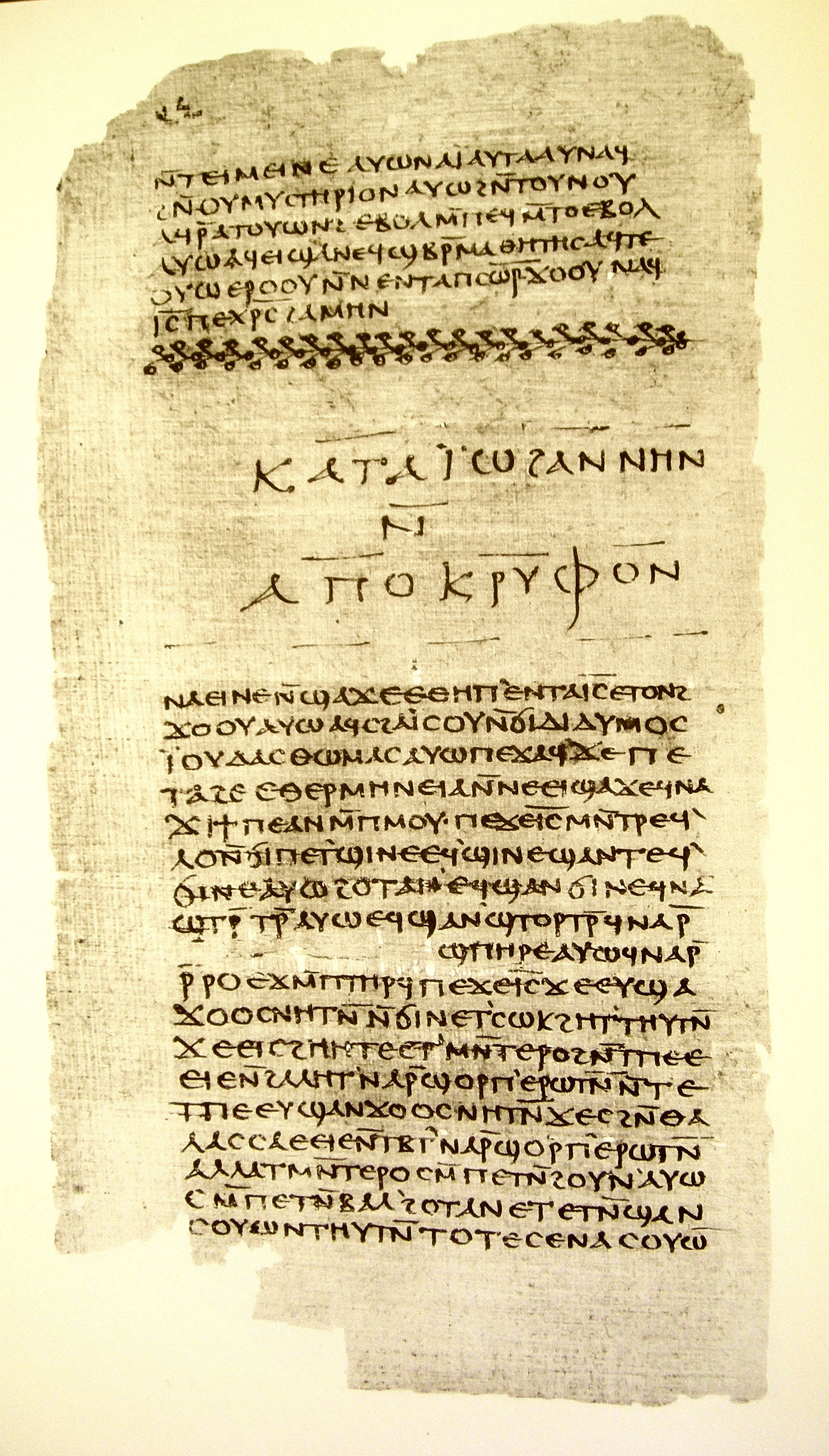
Der Beginn des Thomasevangeliums in der koptischen Handschrift (ab Zeile 10). Darüber das Subskript der vorausgehenden Schrift, des Apokryphons des Johannes.

Das Thomasevangelium (auch Evangelium nach Thomas, kurz: EvThom, EvTh oder auch ThomEv) ist eine apokryphe Sammlung von 114 Logien (Sprichworten) und kurzen Dialogen. Der vollständige Text des Thomasevangeliums liegt in einer koptischen Fassung vor, die um 350 n. Chr. niedergeschrieben wurde, möglicherweise für Philosophen in Alexandria. Sie enthält Übereinstimmungen zu Jesusworten, die im Neuen Testament bekannt sind, aber auch mehrere sonst unbekannte Jesusworte. Die Bedeutung des Thomasevangeliums wird unterschiedlich beurteilt, da einige Textstellen dem Christusbild des Neuen Testaments widersprechen. Gliederung und Satzbau des Textes sind völlig verschieden von den Evangelien des Neuen Testaments, und der Umfang des Thomasevangeliums entspricht nur etwa einem Sechstel des Lukasevangeliums.
Die Sammlung zeigt eine eigenständige Theologie, die nach heutigem Forschungsstand weder nur aus dem Urchristentum noch nur aus dem Gnostizismus hergeleitet werden kann. Da sie nicht vom Jünger Thomas verfasst wurde, diesen aber als Autor angibt, zählt sie zu den Pseudepigraphen. Sie enthält keine Passions- und Auferstehungsgeschichte und wird daher nicht zur literarischen Gattung der Evangelien gezählt. Sie ist nicht im Kanon des Neuen Testaments (NT) enthalten.

## Handschriften

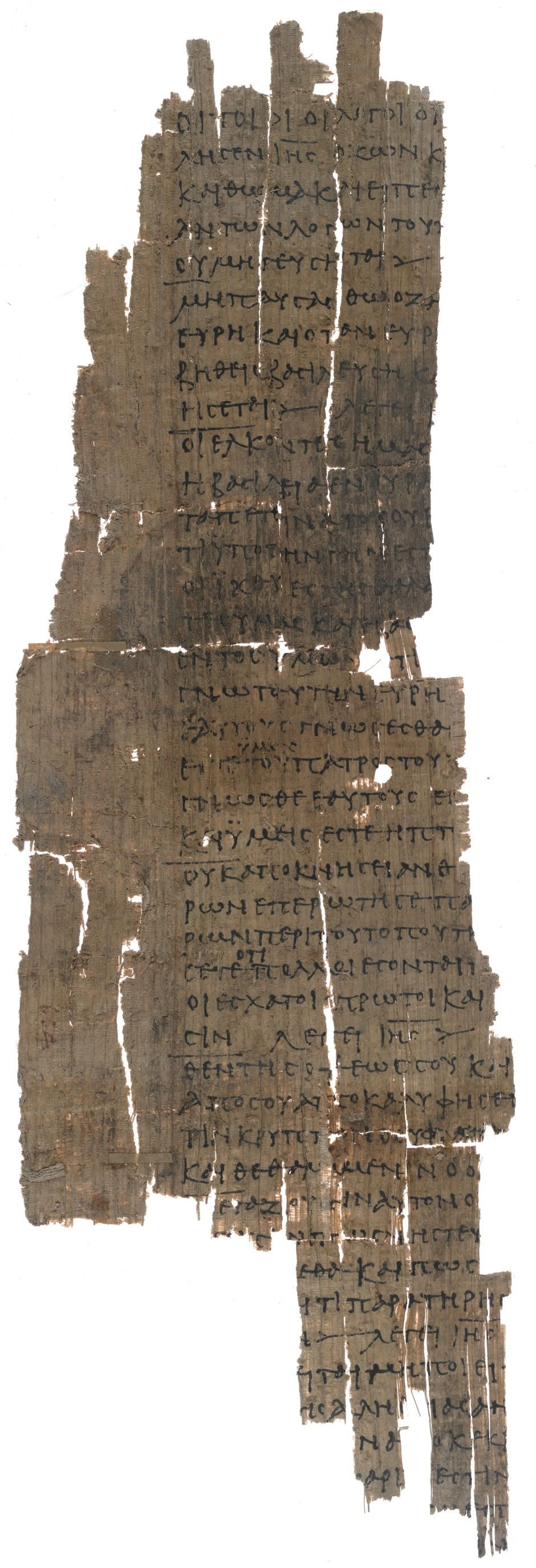
P. Oxyrhynchus 654. Dieses griechische Fragment enthält Teile der Logien 3–7.

Neben vier griechischen Textfragmenten wurde ein in koptischer Sprache verfasster, vollständiger Text in den Nag-Hammadi-Schriften gefunden.
Zwischen den griechischen Texten und der koptischen Übersetzung soll es beträchtliche Unterschiede geben. Insofern ist nicht klar, inwieweit die Logien der koptischen Version mit früheren Versionen übereinstimmen. Die Textüberlieferung apokrypher Schriften und besonders von Spruchsammlungen war nämlich häufig wesentlich „flüssiger“ als die Überlieferung kanonischer Texte. Es können verschiedene Versionen gleichzeitig im Umlauf gewesen sein.
Das Thomasevangelium war lange Zeit verschollen; man kannte lediglich Notizen einiger Kirchenväter, die es einhellig und von Anfang an zu den Apokryphen rechneten und als gnostisch oder manichäisch ablehnten.
Ab 1897 fand man in Oxyrhynchos, etwa 160 km südwestlich von Kairo, einige Papyrusfragmente, die Oxyrhynchus Papyri, mit griechischen Texten (etwa 200 n. Chr. und danach), die man nicht genau zuordnen konnte. Sie wurden zwischen 1897 und 1904 unter dem allgemeinen Titel „Worte Jesu“ (Logia Iesou) von B. P. Grenfell und A. S. Hunt veröffentlicht. Sie werden heute als P. Oxy. 1; 654; 655 und 5575 gezählt. P. Oxy. 654 enthält das Incipit sowie die Logien 1–7; P. Oxy. 655 enthält die Logien 24 sowie 36–39; P. Oxy. 1 enthält die Logien 29–33 und 77a und 5575 enthält Fragmente zu den Logien 27 und 63. Die vier Papyri sind Fragmente verschiedener Handschriften.
1945 fand man in Nag Hammadi in Ägypten 13 Papyrus-Kodizes, darunter (im Codex II, 2) die nahezu vollständige koptische Übersetzung der 114 Aussprüche (Logien), als „Evangelium nach Thomas“ unterschrieben. Der koptische Text wurde aus dem Griechischen übersetzt, was u. a. die zahlreichen griechischen Lehnwörter zeigen. Der Text wurde etwa um 350 n. Chr. niedergeschrieben, hatte aber eine wohl wesentlich ältere Vorlage. Die Oxyrhynchus-Fragmente wurden als Teile dieser Überlieferung identifiziert.

## Datierung
Der frühestmögliche Zeitpunkt für die Entstehung des Thomasevangeliums ist das Ende des Wirkens Jesu um 30 bzw. 33 n. Chr., der späteste Zeitpunkt liegt kurz vor 200 n. Chr., dem papyrologisch geschätzten Zeitpunkt für den Papyrus Oxyrhynchus 655. Um 230 war das Thomasevangelium an weit auseinander liegenden Orten bekannt: In Rom (laut Hippolyt) und in Judäa (laut Origenes). Innerhalb dieses Rahmens versuchen Forscher verschiedener Disziplinen, den Entstehungszeitpunkt zu ermitteln.
Fast alle Autoren verwerfen die Angabe der Schrift selbst, dass das Thomasevangelium vom Apostel Thomas geschrieben sei. Hauptargument dagegen ist die geringe Bekanntheit der Schrift und ihre spätere Ablehnung. Weitgehender Konsens besteht auch darüber, dass das Thomasevangelium letztlich auf einer mündlichen Überlieferung aufbaut. Bezüglich der Grundlage dieser mündlichen Überlieferung bestehen aber verschiedene Thesen, die zu sehr unterschiedlichen Datierungen führen.
Über die Hälfte der Logien im Thomasevangelium gehen mit synoptischen Sprüchen parallel.
Einige Autoren sehen im Thomasevangelium eine frühe, der ursprünglichen mündlichen Tradition entspringende Quelle, ähnlich den Quellen, die für das Lukas- und das Matthäusevangelium herangezogen wurden:
Viele Jesusworte wirken sehr alt und authentisch, insbesondere die 13 Doppelparallelen zum Markusevangelium und zu „Q“; sie könnten zu den ältesten Sprüchen gehören und auf eine kurz nach Jesu Tod entstandene Sammlung zurückgehen. Sogar eine Niederschrift gleichzeitig mit der postulierten Logienquelle (also 40–60 n. Chr.) wurde erwogen. Mit einer sehr frühen Entstehung dieser Teile des Thomasevangeliums sei zu rechnen, so u. a. Klaus Berger und Gerhard Marcel Martin; nach Helmut Koester ist das Thomasevangelium im 1. Jahrhundert entstanden. Reinhard Nordsieck datiert den Text auf ca. 100–110 n. Chr.
Andere Autoren nehmen eine mündliche Überlieferung nach der Verbreitung der synoptischen Evangelien oder ein Exzerpt aus selbigen an; der Autor habe die Kenntnis dieser Logia unter anderem aus diesen Evangelien:
Mitte des 2. Jahrhunderts waren die Evangelien weithin bekannt. Die Entstehung der Urversion wird demnach um die Mitte des 2. Jahrhunderts angesiedelt, zu einem Zeitpunkt, zu dem auch gnostische Lehren teilweise entwickelt waren. Nach Jörg Frey sind die Texte der drei Oxyrhynchus-Papyri aus philologischen Gründen älter als das koptische Thomasevangelium, aber mit hoher Wahrscheinlichkeit jünger als die synoptische Tradition bzw. die vermutete Logienquelle Q.
Nach Hans-Josef Klauck ist das koptische Thomasevangelium eine stark bearbeitete Fassung eines griechischen Originaltextes, der zwischen 120 und 140 n. Chr. entstanden sei, also erst nach Abfassung der neutestamentlichen Schriften.
| Gemäß der Einleitung des Thomasevangeliums                | Klaus Berger           | James McConkey Robinson   | Helmut Koester                            | Reinhard Nordsieck          | Hans-Josef Klauck           | Robert McLachlan Wilson, Fred Lapham        |
| --------------------------------------------------------- | ---------------------- | ------------------------- | ----------------------------------------- | --------------------------- | --------------------------- | ------------------------------------------- |
| Didymus Judas Thomas, Jünger Jesu, nach 33 – ca. 75 n.Chr | spätestens 70–80 n.Chr | im 1. Jahrhundert n. Chr. | zweite Hälfte des 1. Jahrhunderts n. Chr. | 100 n. Chr. bis 110 n. Chr. | 120 n. Chr. bis 140 n. Chr. | mittleres bis spätes 2. Jahrhundert n. Chr. |

Durch die unterschiedlichen Thesen zur Entstehung, die zu diesen unterschiedlichen Datierungen führen, deren Differenz um die einhundert Jahre beträgt, ergaben sich in der zeitgenössischen wissenschaftlichen Diskussion zwei gegensätzliche Positionen: Die Wissenschaftler, die die Schriftsammlung in das 1. Jahrhundert verorteten, sahen im Thomasevangelium eine alte, von den kanonischen Evangelien unabhängige Überlieferung. Sie vermuten durchaus, dass sich textuelle Aussagen des historischen Jesus darin finden. Die andere wissenschaftliche Position datiert die Schriften auf das 2. Jahrhundert, setzt die synoptischen Evangelien bereits voraus, sieht im Thomasevangelium keine direkte Überlieferung der Aussagen Jesu und verneint daher, dass aus dem Thomasevangelium Rückschlüsse auf den historischen Jesus gezogen werden können.

## Verfasser
Der Prolog gibt Didymus Judas Thomas als Autor an. Lateinisch Didymus oder griechisch Didymos entspricht dem aramäischen Wort Thomas und hat die Bedeutung „Zwilling“; hier wurde also der Name verdoppelt. Die synoptischen Evangelien kennen einen Jünger Thomas, der im Johannesevangelium Thomas Didymus genannt wird (21,2 ), eine syrische Handschrift davon auch einen Judas Thomas (14,22 ). In der syrischen Überlieferung trägt der Apostel Thomas verschiedentlich den Namen „Judas“. Außerhalb des Neuen Testaments findet sich ein Judas Thomas in den apokryphen Thomasakten aus dem 3. Jahrhundert.
Man nimmt allgemein an, dass ein unbekannter Autor den Eindruck erwecken wollte, der Apostel Thomas selbst habe die Logien niedergeschrieben. Jens Schröter hält den Verfassernamen für ein Pseudonym. Von den Aposteln eignet sich Thomas nach dem Zeugnis des Johannesevangeliums am ehesten für ungewöhnliche Gedankengänge. Außerdem läge es bei einem eineiigen Zwilling nahe, dass er für eine Identität aufgeschlossen ist, die nicht in erster Linie leiblich bestimmt ist. Nach dem Thomasevangelium hat nämlich jeder Mensch eine zumindest potenzielle Verbindung zu einem himmlischen Doppel, seinem sogenannten dauerhaften „Urbild“.

## Entstehungsort
Einige Indizien weisen nach Syrien; vielleicht wurde das Thomasevangelium im syrischen Edessa geschrieben. Der Apostel Thomas war dort hoch verehrt. Einer Legende nach wurden seine Gebeine etwa im 3. Jahrhundert aus Südindien nach Edessa geholt.
Die auffällige dreifache Namensform des Prologs begegnet uns auch in den Thomasakten und anderen in Syrien beheimateten Werken. Auf syrischen Hintergrund könnte auch der hohe dem Apostel Thomas zugewiesene Rang verweisen:
Jesus zu seinen Jüngern: „Mit wem bin ich zu vergleichen?“ Darauf Simon Petrus: „Du bist wie ein gerechter Engel.“ Und Matthäus: „Du bist ein Mensch, einsichtig wie ein Philosoph.“ Thomas aber erwiderte: „Meister, mein Mund kann unmöglich sagen, wem du gleichst!“ Da sprach Jesus: „Ich bin nicht dein Meister; denn du hast getrunken und dich berauscht an der sprudelnden Quelle!“ Und Jesus nahm ihn beiseite und sprach drei Worte zu ihm. Als Thomas zu seinen Gefährten zurückkam, fragten diese ihn: „Was sprach Jesus mit dir?“ Thomas darauf: „Wenn ich euch eins der Worte mitteile, die er mit mir sprach, dann werft ihr mit Steinen nach mir…“ (Logion 13, gekürzt)
Im Thomasevangelium reden einige Gleichnisse von der Rückkehr in den Urzustand sowie der Aufhebung des Gespaltenseins. Dazu gibt es inhaltliche Parallelen in anderen bekannten syrischen Texten wie dem Diatessaron, das um 170 in Syrien entstand.

## Aufbau
Das Thomasevangelium enthält Weisheitssprüche und Gleichnisse über das Reich Gottes (altgriechisch βασιλεία τοῦ θεοῦ basileia tou theou) (Logien 22, 27, 46, 50, 57, 96–99, 107, 109, 113), ferner gibt es Sprüche mit prophetischem Inhalt (Logien 51, 111), Seligpreisungen (Logien 18–19), Klagen (Logion 103), Gesetzesworte (Logien 53, 104) und Regeln für das gemeinsame Leben (Logien 12, 25). Anders als in den drei synoptischen Evangelien zeigt sich weder ein Erzählstrang noch eine klare Erzählstruktur.

## Theologische Eigenart
Die Deutung der Logien ist schwierig, da der jeweilige Kontext fehlt, sie hängen also gewissermaßen „in der Luft“. Beispielsweise lautet das kürzeste Logion bloß:

„Werdet Vorübergehende!“

In diesem Fehlen liegt ein wesentlicher Unterschied zu den Evangelien des Neuen Testaments, bei denen die Worte Jesu in Dialoge und Rahmenhandlungen eingebettet sind.
Es lassen sich einige theologische Besonderheiten beschreiben:
- Jesus erscheint als der Sohn des lebendigen Vaters, als der Offenbarer, der den Jüngern das Geheimnis seiner – und ihrer – Herkunft mitteilt. Die gegenwärtige Welt, das Diesseits wird negativ beurteilt: „Wer die Welt erkannt hat, der hat eine Leiche gefunden“ (Logion 56). Das Heil, die Verbindung mit Gottes Reich, tritt ein dank eines Erkenntnisvorgangs, indem Menschen sich als Gotteskinder verstehen; dadurch eint sich ihr Wesen mit ihrem im Himmel verbliebenen Urbild (Logion 84).
- Das „Königreich“ („Reich des Vaters“, „Himmelreich“) ist ein Zentralbegriff des Thomasevangeliums. Dabei wird der Unterschied zu der Predigt Jesu in den Synoptikern deutlich: die eschatologische Ausrichtung auf die Zukunft fehlt fast völlig. Zwar ist durchaus in zukünftigem Sinn von „eingehen“ oder „finden“ die Rede, aber diese Aussagen hängen eng mit der Aussage zusammen, dass der Jünger aus dem Reich stammt (Logion 49). Wichtig scheint nur zu sein, dass das Reich gegenwärtig ist: „das Reich des Vaters ist schon ausgebreitet über die Erde, nur können es die Menschen nicht sehen“ (Logion 113).
- Der Mensch ist, wenn auch blind in seinem Herzen (Logion 28), doch göttlichen Ursprungs (Logien 3, 50).
- Es sind kaum Spuren einer Gemeinschaftsbildung zu erkennen; ekklesiologische Gedanken fehlen. Der Zugang zum „Reich“ wird den Einzelnen, vom Ruf Jesu Erreichten, zugesagt. Es sind die „Kleinen“, die „Einsamen“, die das „Reich“ und damit die „Ruhe“ erreichen.

## Verhältnis zu den synoptischen Evangelien
Das Thomas-„Evangelium“ umfasst 114 Jesus zugeschriebene Logien: weisheitliche und apokalyptische Worte, Gesetzesworte, Ich-Worte, Gleichnisse, Dialoge und kleine Szenen, die in einem Jesuswort gipfeln. Diese stehen weitgehend unverbunden nebeneinander; eine durchgehende Ordnung ist nicht erkennbar; einzelne Stichworte verknüpfen manche Sprüche zu kleineren Gruppen.
Mindestens 22 ganze Logien und 18 Teilabschnitte haben Parallelen in den synoptischen Evangelien bzw. in der vermuteten Spruchquelle „Q“, so ähnelt z. B. Logion 2 dem Spruch Jesu in Mt 7,8 :

„Jesus spricht: ‚Wer sucht, soll nicht aufhören zu suchen, bis er findet. Und wenn er findet, wird er bestürzt sein. Und wenn er bestürzt ist, wird er erstaunt sein. Und er wird König sein über das All.‘“

Parallelen finden sich auch zu gnostischen Texten des 2. Jahrhunderts. Inwieweit diese Logien von den kanonischen Evangelien abhängig sind, ist umstritten.
Für eine Unabhängigkeit spricht das eigenständige Material aus sonst völlig unbekannten Jesusworten.
Laut Einleitungssatz und Logion 1 will diese Sammlung von Aussprüchen eine Heilsbotschaft sein:

„Dies sind die geheimen Worte, die Jesus, der Lebendige, sprach und Judas Thomas, der Zwilling, aufschrieb. Und er sprach: ‚Wer die Bedeutung dieser Worte versteht, wird den Tod nicht schmecken.‘“

Allerdings beschränkt sich diese Heilsbotschaft auf die Verkündigung Jesu. Dass Jesus für die Menschen lebte, für sie starb und auferstand, wird nicht erwähnt. Ebenso fehlen Angaben zur Taufe, die Ankündigung von Jesu Wiederkommen, Jüngstem Tag und alle Wunderberichte. Aber es gibt Bezugnahmen auf Jesus als Wundertäter: Logion 35 betont, zuerst müsse der Starke gebunden werden, und in Logion 106 geht es darum, einem Berg zu befehlen sich wegzuheben. Die Selbstbezeichnung Jesu als Menschensohn wird dabei auf alle wirklichen Nachfolger Jesu ausgedehnt:

„Wenn ihr aus zweien eins macht, dann werdet ihr Söhne des Menschen. Und wenn ihr dann dem Berg befehlt, sich wegzuheben, so wird er verschwinden.“

Als Logienquelle Q wird ein Text bezeichnet, der gemäß der Zweiquellentheorie („Markus-Priorität“) den Autoren des Matthäus- und des Lukasevangeliums neben dem Text des Markusevangeliums als zweite Quelle vorgelegen haben soll. Aufgrund von sprachanalytischen Untersuchungen wurde festgestellt, dass manche der Satzkonstruktionen in Logienquelle Q nur in der griechischen Sprache, nicht aber in der in Galiläa verbreiteten aramäischen Sprache möglich waren. Das spräche gegen eine aramäische Grundfassung von „Q“ und damit wohl gegen eine direkte wörtliche Überlieferung von Worten Jesu, dessen Muttersprache wahrscheinlich das Aramäische war.
Ferner fällt auf, dass die Menschensohn- und Gerichtsworte Jesu am Ende des Textes der einzelnen Überlieferungskomplexe stehen. Sie bilden auch das Ende der lukanischen Quelle (Lk 17,23–37 ). Hieraus wurde geschlossen, so John S. Kloppenborg (1987), dass die Jesusüberlieferung sekundär apokalyptisiert worden sei. Hierzu passt auch, dass im Thomasevangelium die apokalyptischen Menschensohn- und Gerichtsworte Jesu vollständig fehlen. Eine Erklärung ist, dass die frühchristlichen Jesusmissionare, von welchen die Logienquelle stammte, auf die Ablehnung der Jesusverkündung im jüdischen Palästina mit apokalyptisch geprägten Gerichtsdrohungen reagiert hätten. Die ursprüngliche, auch thomasische Jesusüberlieferung sei frei von solchen Zügen gewesen.

## Verhältnis zum Evangelium nach Johannes
Zahlreiche Sprüche des Thomasevangeliums weisen eine Ähnlichkeit mit Passagen aus dem Johannesevangelium bzw. den johanneischen Schriften (Johannesbriefe) auf.
Damit weist es eine terminologische und damit sprachliche Nähe auf, etwa in ‚den Tod nicht schmecken‘ Log 1. und Joh 8,52 , ‚es werden Tage kommen, wo ihr mich suchen und nicht finden werdet‘ Log 38. Joh 7,34 , ‚ich bin das Licht, das über allen ist‘ Log 77. Joh 8,12 .
In Untersuchungen von Witetschek (2012, 2010) zeigte sich, dass nur wenige Logien des Thomasevangeliums (Log 11,3; 13,8; 24,1; 37,1; 43; 52; 69,1; 77,1; 91,1) das Johannesevangelium vorausgesetzt haben. Anderseits findet sich umgekehrt, dass das Log 8 in Joh 21,11  Aufnahme fand.
Andere Logien des Thomasevangeliums rezipieren die gleichen Überlieferungen (Log 1; 11,2; 38,2) oder sind von den gleichen oder ähnlichen Traditionen beeinflusst (Thomasevangelium Prol.; 4; 11,3; 13,5; 27,2; 37,3; 61,3; 108; 111,2; 114,1). Hier wurde aufgeführt, dass manche Logien (Log 11; 13; 37) sich auf mehreren textuellen Ebenen mit dem Johannesevangelium berühren.
Witetschek zog den Schluss, dass nicht nur das Thomasevangelium als ein Ganzes eine heterogene Sammlung sei und somit dessen einzelne Elemente in jeweils unterschiedlichen Beziehungen zum Johannesevangelium stünden, sondern auch einzelne Logien Spuren eines längeren Entstehungsprozesses zeigten, der wahrscheinlich mit der Entstehung des Johannesevangeliums parallel verlief.

## Verhältnis zum Platonismus
Seit langer Zeit wird diskutiert, in welchem Verhältnis einzelne Logien des Thomasevangeliums zu dem Platonismus stehen (zur Geschichte entsprechender Diskussionen zuletzt, I. Miroshnikov, Thomas, 62–70; 269–273).
Stephen Patterson versteht das Thomasevangelium als das älteste Zeugnis der langen Geschichte der wechselseitigen Beeinflussung von Platonismus und Christentum:

“What is clear, however, is that the GThom works with one of the dominant religious and philosophical schools of its days, Middle Platonism. In this sense, it stands near the beginning of what would become a long tradition of Platonic Christian theology, and is probably our earliest exemplar of such effort”

Enno Edzard Popkes vertritt die Ansicht, dass das Thomasevangelium zentrale Vorstellungen des Platonismus als Botschaft Jesu vermittelt, vor allem die Vorstellungen von der Unsterblichkeit der Seele, von der Gleichwerdung der Seele mit Gott, von der Abbildhaftigkeit der vorfindlichen Existenz und von der Erkenntnis des ,wahren Lichts‘. Es deutet die Gestalt Jesu als eine Menschenwerdung des ,wahren Lichts‘, das Platon zufolge nur außerhalb der vorfindlichen Welt erfahrbar ist. Es versteht alle Menschen als Träger des göttlichen Lichts, welches die Welt erleuchtet, wenn Menschen mit Jesus wesenseins werden. In dieser Weise stilisiert das Thomasevangelium Jesus zum Begründer eines ,Platonischen Christentums‘.

## Verhältnis zur Gnosis
Die Beurteilung des Verhältnisses zwischen dem Thomasevangelium und der Gnosis wird dadurch erschwert, dass der Gnosisbegriff in der Forschung umstritten ist (siehe Gnosis).
Das Thomasevangelium zeigt gnostische Anklänge, aber es bietet keine Darlegung der wesentlichen Elemente des gnostischen Glaubenssystems. Über die Frage, ob und inwieweit es als gnostisch einzuordnen ist, wurde viel diskutiert.
Gegen eine Einordnung als „gnostisch“ spricht:
- Die Welt wird als Schöpfung des Vaters dargestellt, d. h., es steht kein oberster Gott dem Schöpfergott gegenüber wie sonst in der Gnosis.
- Man findet kein mythologisches System von Gottheiten und deren Emanationen.

Eine Nähe zur Gnosis zeigt sich in folgendem:
- Die Menschen sind von ihrem Ursprung entfremdet und erkennen ihn nicht.
- Sie brauchen einen Erlöser aus dem oberen Bereich, der sie über ihre wahre Herkunft in Kenntnis setzt (Wegweiser zur Erkenntnis).
- Die rechte Erkenntnis („Gnosis“) bewahrt vor dem Tod: Logion 1: „Wer die Deutung dieser Worte findet, wird den Tod nicht schmecken“.
- Die gemeinsam mit dem Thomasevangelium in Nag Hammadi gefundenen Texte sind überwiegend gnostisch.
- Manchmal wird die Erkenntnis hervorgehoben, die in einzelnen, dem Leser aber nicht mitgeteilten Worten Jesu liegt (z. B. Logion 13). Die Bedeutung solcher zum Heil führender Worte Jesu tritt nicht offen zutage, sondern erschließt sich erst tieferem Eindringen in ihre verborgene Wahrheit.
- Einige Logien zeigen eine Abneigung gegen Weiblichkeit, z. B. das letzte:

Simon Petrus forderte: „Maria soll uns verlassen; denn Frauen verdienen das Leben nicht.“ Jesus aber sprach: „Seht, ich werde sie männlich machen, so dass sie ein lebendiger Geist wird, wie auch ihr Männer! Denn jede Frau, wenn sie sich männlich macht, geht ins Himmelreich ein.“ (Logion 114)
Jens Schröter und Hans-Gebhard Bethge kommen daher zu dem Schluss, dass es sich beim Thomasevangelium um „Jesusüberlieferung auf dem Weg zur Gnosis“ handelt.

## Beurteilung bei den Kirchenvätern
Das Thomasevangelium wird bei Hippolyt von Rom, Origenes, Eusebius von Caesarea, Hieronymus, Ambrosius von Mailand und später bei Beda Venerabilis erwähnt.
Die Patristik ist in der christlichen Theologie und Philosophie der Wissenschaftsbereich, der sich mit der Zeit der Kirchenväter beschäftigt. Es ist die Epoche der Alten Kirche vom 1. Jahrhundert bis zum 7. oder spätestens frühen 8. Jahrhundert.
Im kirchlichen Bereich wurde das Thomasevangelium erstmals um 230 n. Chr. wahrgenommen. Um etwa 200 war es noch unbekannt, auch Irenäus von Lyon, Tertullian und Clemens von Alexandria erwähnten es nicht, obwohl sie sich mit vielen christlichen Strömungen auseinandersetzten und deren Schriften erwähnten.
Hippolyt von Rom zitierte (um 230 n. Chr.) in seinem Bericht über die Naassener aus

„[…] dem Evangelium, das nach Thomas genannt wird: ‚Wer mich sucht, wird mich finden unter den Kindern von 7 Jahren an, denn dort im 14. Äon verborgen werde ich offenbar.‘“

Wie viele Logien ist auch dieses schwierig zu deuten (vielleicht ist mit dem 14. Äon das 14. Lebensjahr gemeint). Jedenfalls findet sich dieses Logion nicht unter den 114 Logien der koptischen Fassung (vielleicht hatten die Naassener eine andere Version des Thomasevangeliums als die heute bekannte).
Um 233 n. Chr. erwähnte Origenes in seiner ersten Lukashomilie das Evangelium nach Thomas unter den heterodoxen Evangelien.
Eusebius von Caesarea zählte ein Thomasevangelium zu den Apokryphen. Kyrill von Jerusalem und andere griechische Autoren nach ihm erwähnen ein „Evangelium nach Thomas“ als eine von den Manichäern benutzte Schrift.
Das ins 6. Jahrhundert datierte sogenannte Gelasianische Dekret erwähnt das Thomasevangelium in seiner Liste der abgelehnten Bücher. Unsicher ist, ob damit das Thomasevangelium oder das Kindheitsevangelium nach Thomas gemeint war.

## Sonstiges
Claus Schedl weist auf die mögliche Bedeutung der Zahlenmystik für die Anordnung und Nummerierung der Logien und auf die Parallelen zu den wesentlich später entstandenen 114 Suren des Koran hin.